# Alexander Monro
Alexander Monro (Londra, 8 settembre 1697 – 10 luglio 1767) è stato un medico britannico.

## Biografia
Dopo gli studi di medicina a Edimburgo, seguì a Londra i corsi di Francis Hanksbee (1666 - 1713) e di William Whiston (1667 - 1752), nonché le dissezioni di William Cheselden (1618 - 1752) e quelle di Herman Boerhaave a Leida.

Tornato in Scozia, insegnò anatomia e chirurgia alla Scuola di Chirurgia nel 1719 e fu il primo docente di anatomia dell'Università di Edimburgo, dal 1720 al 1764.

Monro dimostrò che l'ittero è causato dall'ostruzione del condotto biliare.

Fu membro della Royal Society. 

## Opere
Scrisse: 
- "Osteology. A treatise on the Anatomy of the Human Bodies", testo che ebbe sei edizioni sino al 1758.
- "An Account of the inoculation of Small-pox in Scotland" (1764).

I suoi lavori vennero poi pubblicati in una raccolta nel 1781.